# نيكول ستيفن
نيكول ستيفن (بالإنجليزية: Nicol Stephen, Baron Stephen)‏ هو سياسي بريطاني، ولد في 23 مارس 1960 في أبردين في المملكة المتحدة. حزبياً، نشط في Scottish Liberal Democrats ‏ والديمقراطيون الليبراليون.

## مناصب
- في 1991 Kincardine and Deeside by-election [الإنجليزية]‏، انتخب عضو البرلمان الخمسون للمملكة المتحدة عن دائرة Kincardine and Deeside (UK Parliament constituency) [الإنجليزية]‏ خلال فترته النيابية ‏ (7 نوفمبر 1991 – 16 مارس 1992).
- انتخب Minister for Transport and Telecommunications ‏ (20 مايو 2003 – 23 يونيو 2005).
- في الانتخابات النيابية العمومية الاسكتلندية 2007 [الإنجليزية]‏، انتخب عضو البرلمان الاسكتلندي الثالث ‏ عن دائرة Aberdeen South (Scottish Parliament constituency) [الإنجليزية]‏ وقد انضم خلال فترته النيابية [الإنجليزية]‏ (3 مايو 2007 – 22 مارس 2011)  للكتلة البرلمانية Scottish Liberal Democrats [الإنجليزية]‏.
- في الانتخابات النيابية العمومية الاسكتلندية 2003 [الإنجليزية]‏، انتخب عضو البرلمان الاسكتلندي الثاني ‏ عن دائرة Aberdeen South (Scottish Parliament constituency) [الإنجليزية]‏ وقد انضم خلال فترته النيابية [الإنجليزية]‏ (1 مايو 2003 – 2 أبريل 2007)  للكتلة البرلمانية Scottish Liberal Democrats [الإنجليزية]‏.
- في الانتخابات النيابية العمومية الاسكتلندية 1999 [الإنجليزية]‏، انتخب عضو البرلمان الاسكتلندي الأول ‏ عن دائرة Aberdeen South (Scottish Parliament constituency) [الإنجليزية]‏ وقد انضم خلال فترته النيابية [الإنجليزية]‏ (6 مايو 1999 – 31 مارس 2003)  للكتلة البرلمانية Scottish Liberal Democrats [الإنجليزية]‏.
- انتخب Minister for Enterprise and Lifelong Learning [الإنجليزية]‏ (27 يونيو 2005 – 16 مايو 2007).
- انتخب Deputy First Minister of Scotland [الإنجليزية]‏ (27 يونيو 2005 – 16 مايو 2007).
- انتخب Leader of the Scottish Liberal Democrats ‏ (27 يونيو 2005 – 2 يوليو 2008).